# Opsistylis
× Opsistylis, (abreviado Opst.) en el comercio, ies un híbrido intergenérico que se produce entre los géneros de orquídeas Rhynchostylis y Vandopsis (Rhy. x Vdps.).